# حزب کارگر (نروژ)
حزب کارگر (نروژی: Arbeiderpartiet) نام یک حزب سیاسی با گرایش سیاسی سوسیال دموکرات در نروژ است. این حزب پیش‌تر شریک اصلی ائتلاف حاکم قرمز-سبز بود و رهبری آن را ینس استولتنبرگ بر عهده داشت. در حال حاضر یوناس گار استوره رهبر این حزب است.
حزب کارگر به‌طور رسمی به آرمان‌های سوسیال دموکراسی متعهد است. شعار این حزب از سال ۱۹۳۰ هر فردی باید مشارکت کند بوده‌است و حزب به‌طور سنتی به دنبال ایجاد دولت رفاه -که از طریق مالیات و عوارض تأمین می‌شود- است.

## تاریخچه
حزب کارگر در سال ۱۸۸۷ تأسیس شد و برای اولین بار در سال ۱۸۹۴ در انتخابات پارلمان نروژ شرکت کرد. پس از انتخابات سال ۱۹۰۳ این حزب توانست در پارلمان صاحب کرسی شود و رسماً در سال ۱۹۰۴ وارد پارلمان نروژ شد و به تدریج بر دامنه فعالیت خود افزود به گونه‌ای که در سال ۱۹۲۷ تبدیل به بزرگترین حزب نروژ شد. حزب کارگر در خلال سال‌های ۱۹۱۸ تا ۱۹۲۳ عضو سازمان کمونیستی کمینترن بود.